# 4523 MIT
4523 MIT è un asteroide della fascia principale. Scoperto nel 1981, presenta un'orbita caratterizzata da un semiasse maggiore pari a 2,6837033 UA e da un'eccentricità di 0,1363597, inclinata di 11,05396° rispetto all'eclittica.